# Vedat Muriqi
Vedat Muriqi, född 24 april 1994 i Prizren, FR Jugoslavien (nuvarande Kosovo) är en fotbollsspelare med kosovoalbansk härkomst. Muriqi spelar som anfallare för RCD Mallorca. Han representerar även det kosovanska landslaget.

## Karriär
I september 2020 värvades Muriqi av italienska Lazio, där han skrev på ett femårskontrakt. Den 31 januari 2022 lånades Muriqi ut till spanska Mallorca på ett låneavtal över resten av säsongen 2021/2022. Den 22 juli 2022 köptes Muriqi loss av Mallorca, där han skrev på ett femårskontrakt.